# Майорга, Сильвио
Си́львио Майо́рга Дельга́до (исп. Silvio Mayorga Delgado; 6 апреля 1934, Нагароте — 27 августа 1967, Никарагуа) — никарагуанский революционер, один из основателей СФНО.

## Биография
С 1954 года учился в Национальном университете Леона, где вступил в революционную молодежную антисомосистскую организацию Никарагуа (JRN). С 1955 года член Никарагуанской социалистической партии (позже вышел из неё). Учась в Леонском университете, в 1956 году вместе с Карлосом Фонсекой и Томасом Борхе организовывает студенческое отделение НСП, основной деятельностью которой становится изучение марксистских работ.
В марте 1959 года совместно с Карлосом Фонсекой Амадором основал организацию «Демократическая молодёжь Никарагуа» (исп. Juventud Democrática Nicaragüense), достаточно быстро разгромленную спецслужбами Сомосы.
20 февраля 1960 года в Коста-Рике подписал программу и манифест созданного единого фронта никарагуанской оппозиции, Единого Фронта Никарагуа, на базе которого 23 июля 1961 года в Тегусигальпе группой радикально настроенных студентов был организован «Фронт национального освобождения» (исп. Frente de Liberación Nacional аббр.FLN), вскоре переименованный в Сандинистский фронт национального освобождения (СФНО, FSLN). СФНО возглавили Карлос Фонсека, Сильвио Майорга, Сантос Лопес, Томас Борхе, Хорхе Наварро, Хосе Бенито Эскабар, Франсиско Буитраго, Ригоберто Крус (Пабло Убеда), Фаустино Руис и Херман Помарес Ордоньес.
В ходе военной подготовки на Кубе возглавлял объединённый отряд никарагуанцев, участвовавший в организованной обороне Гаваны во время вторжения в 1961 году.
23 июня 1963 года в ходе боевых действий был ранен. В 1964 году организовывал подпольные ячейки СФНО в студенческой среде Манагуа и Леона.
В качестве нового очага партизанской войны с апреля 1967 года был избран горный район Панкасан неподалёку от Матагальпы. Организацией руководили К. Фонсека, Оскар Турсиос, Томас Борхе и Сильвио Майорга, большая группа партизан прошла подготовку на Кубе, в июле-октябре 1966 года воевала в Гватемале в рядах движения MR-13.
27 августа 1967 года один из больших отрядов партизан во главе с Сильвио Майоргой в горах Панкасан в департаменте Матагальпа попал в засаду элитных частей Национальной гвардии и в ходе почти суточного боя практически полностью уничтожен. Кроме С. Майорги погибли другой лидер СФНО, Ригоберто Крус и около 50 партизан.
После победы Сандинистской революции 24 августа 1987 года его родной дом был объявлен национальным историческим наследием и учреждён орден Сильвио Майорги, которым правительство Никарагуа награждает граждан за заслуги в обеспечении национальной безопасности и суверенитета.